# Bibliographie sur Wikipédia
Cet article liste les ouvrages bibliographiques publiés avec comme sujet Wikipédia.

## Ouvrages et articles publiés en français

### Wikipédia comme sujet principal
- Lionel Barbe (dir.) et Marta Severo (dir.), Wikipédia, objet de médiation et de transmission des savoirs, Presses universitaires de Paris Nanterre, 2021 (ISBN 9782840164685, lire en ligne).
- Lionel Barbe (dir.), Louise Merzeau (dir.) et Valérie Schafer (dir.), Wikipédia, objet scientifique non identifié, Nanterre, Presses universitaires de Paris Ouest, coll. « Intelligences numériques », 2015, 213 p. (ISBN 978-2-84016-205-6, présentation en ligne, lire en ligne)[1].
- Sana Boussetat, La Formule Wikipédia, Paris, Éditions Honoré Champion, coll. « Champion Essais » (no 0061), 29 février 2024, 212 p., 13 × 20 cm (EAN 9782745360793).
- Guy Delsaut, Wikipédia, l'encyclopédie libre et collaborative : retour sur le succès d'un projet totalement innovant, 50Minutes, coll. « Business Stories » (no 8), 2016, 36 p. (ISBN 978-2-8062-7871-5).
- Marie-Noëlle Doutreix, Wikipédia et l’actualité : Qualité de l’information et normes collaboratives d’un média en ligne, Presses Sorbonne Nouvelle, 2020, 246 p. (ISBN 978-2-37906-054-0).
- Laure Endrizzi, L'Édition de référence libre et collaborative : le cas de Wikipédia, équipe LIRE, université Lyon 2, 2006, 32 p. (lire en ligne).
- Marc Foglia, Wikipédia média de la connaissance démocratique ? Quand le citoyen lambda devient encyclopédiste, Limoges, Fyp, 18 avril 2008, 224 p. (ISBN 978-2-916571-06-5, présentation en ligne).
- Magalie Darla, « Wikipédia : une encyclopédie des controverses ouvertes ? », dans Jean-Philippe Leresche, Martin Benninghoff, Fabienne Crettaz von Roten et Martina Merz (dir.), La fabrique des sciences : des institutions aux pratiques, Lausanne, Presses polytechniques et universitaires romandes, 2006, VII-387 p. (ISBN 978-2-88074-716-9, présentation en ligne), p. 237-256.
- Pierre Gourdain, Florence O'Kelly, Béatrice Roman-Amat, Delphine Soulas et Tassilo von Droste zu Hülshoff (préf. Pierre Assouline), La Révolution Wikipédia, Paris, Les Mille et Une Nuits, coll. « Essai », 2007, 141 p. (ISBN 978-2-7555-0051-6).
- Jérôme Hergueux, Wikipédia, ou Imaginez un monde, Presses de l'ENS, coll. « Essai/Rue d'Ulm », 15 mars 2024, 160 p., 15 × 21 cm (ISBN 978-2-728-80834-2).
- Frédéric Kaplan et Nicolas Nova, Le Miracle Wikipedia, Presses Polytechniques et Universitaires Romandes, coll. « Big Now », 2016, 96 p. (ISBN 978-2-88915-143-1, présentation en ligne).
- Rémi Mathis, Wikipédia : Dans les coulisses de la plus grande encyclopédie du monde, Paris, First Éditions, 2021, 224 p. (ISBN 978-2-412-06420-7).
- Ursula Reutner, Bettina Eiber, « Fusillade au siège de Charlie Hebdo ou Attentat contre Charlie Hebdo ? Wikipédia et la co-construction des titres d'articles », Romanistik in Geschichte und Gegenwart 25 (2),‎ 2019, p. 149-175.

#### Travaux académiques
- Marie-Noëlle Doutreix, Wikipédia, encyclopédie et site d’actualités : Qualité de l'information et normes collaboratives d’un média en ligne, thèse de doctorat en Sciences de l'information et de la communication soutenue le 7 décembre 2018 à Sorbonne Paris Cité, dans le cadre de l’École doctorale Arts et médias (Paris), sous la direction de Marie-Dominique Popelard
- Lionel Scheepmans, Culture fr.wikipedia, mémoire de fin de master en anthropologie publié sur Wikiversité en 2011.

### Ouvrages généraux à contenu didactique
- Wikimédia France, Nojhan, Sylvain Boissel, Wikipédia en classe[2],
- LiAnna Davis, Carol Ann O’Hare, Mariiwakura, Utiliser Wikipédia avec vos étudiants - Études de cas[3]
- Participer à Wikipédia - Le guide pour améliorer le contenu de l'encyclopédie en ligne (version française de l'ouvrage intitulé Welcome to Wikipedia reference guideline, version 4, mars 2015)[4]
- Sébastien Blondeel, Wikipédia : Comprendre et participer, Paris, Eyrolles, coll. « Connectez-moi », 28 avril 2006, 152 p. (ISBN 2-212-11941-0, présentation en ligne)
- Guy Delsaut, Utiliser Wikipédia comme source d'information fiable, Klog, 2016
- Florence Devouard et Guillaume Paumier, Wikipédia : découvrir, utiliser, contribuer, Grenoble, PUG, coll. « Les outils malins », 2009, 79 p. (ISBN 978-2-7061-1495-3)

#### Travaux académiques
- Caroline Gautier et Dominique Droniou, « Comprendre le fonctionnement de Wikipédia », académie de Versailles, 2014
- « Wikipédia : quels usages pédagogiques dans le cadre de l'éducation aux médias », CLEMI/Académie de Créteil, février 2014
- Celia Guerrieri, « Créer une page Wikipédia », académie de Nice, 2013-2014

#### Articles de revues ou de journaux spécialisés
- Sawsan Atallah Bidart, « Collaborer sur Wikipédia pour co-construire une société de la connaissance : opportunités, défis et enjeux pour le monde universitaire », Revue française en sciences de l’information et de la communication, no 20 « Recherche scientifique et médias : enjeux et tensions »,‎ 2020 (DOI 10.4000/rfsic.9346, lire en ligne).
- Nicolas Auray, Martine Hurault-Plantet, Céline Poudat et Bernard Jacquemin, « La négociation des points de vue : une cartographie sociale des conflits et des querelles dans le Wikipédia francophone », Réseaux, Paris, La Découverte, no 154 « Web 2.0 »,‎ mars-avril 2009, p. 15-50 (ISBN 978-2-70715-749-2, ISSN 0751-7971, DOI 10.3917/res.154.0015, lire en ligne).
- Lionel Barbe, « Wikipedia, un trouble-fête de l’édition scientifique », Hermès, Paris, CNRS Éditions, no 57,‎ 2010, p. 69-74 (lire en ligne).
- Margaret Conrad, « Discours de la présidente de la S.H.C. : L'histoire publique et le mécontentement qu'elle suscite ou L'histoire à l'ère de Wikipedia », Journal of the Canadian Historical Association, The Canadian Historical Association/La Société historique du Canada, vol. 18, no 1,‎ 2007, p. 27-56 (DOI 10.7202/018253ar, lire en ligne).
- Marie-Noëlle Doutreix, « La fausse information au regard des vertus épistémiques de Wikipédia », Le Temps des médias, Paris, Éditions Nouveau Monde, no 30,‎ 2018, p. 27-56 (ISBN 978-2-36942-680-6, DOI 10.3917/tdm.030.0091).
- Bernard Jacquemin, « Autorégulation de rapports sociaux et dispositif dans Wikipedia », Document numérique, Éditions Lavoisier, vol. 14 « Supports et pratiques d’écriture en réseau. Entre mutations et convergences »,‎ 2011, p. 57-79 (ISBN 978-2-74623-933-3, ISSN 1279-5127, lire en ligne).
- Pierre-Carl Langlais, « La négociation contre la démocratie : le cas Wikipedia », Négociations, Louvain-la-Neuve / Paris, De Boeck Supérieur, no 21,‎ 2014, p. 21-34 (ISBN 978-2-80418-907-5, ISSN 1780-9231, DOI 10.3917/neg.021.0021, lire en ligne).
- Julien Levrel, « Wikipédia, un dispositif médiatique de publics participants », Réseaux, no 138 (4),‎ 2006, p. 185-218 (lire en ligne).
- Julien Levrel et Christian Vandendorpe, « Contribuer et surveiller : l'autorégulation sur Wikipédia », Documentaliste-Sciences de l'information, vol. 46, no 1,‎ 2009, p. 56-58 (DOI 10.3917/docsi.461.0054, lire en ligne)
- Roy Rosenzweig, « Internet en débats : les historiens et Wikipédia » [« Can History be Open Source ? Wikipedia and the Future of the Past »], Historiens et Géographes, nos 396-397,‎ janvier 2007 (lire en ligne)Traduction intégrale sur le site clioweb.
- Christian Vandendorpe, « Le phénomène Wikipédia : une utopie en marche », Le Débat, vol. 1, no 148,‎ 2008, p. 17–30 (DOI 10.3917/deba.148.0017, lire en ligne)

#### Articles de presse ou articles web
- Alexandre Hocquet, « Bonne résolution : enseignons Wikipédia », 'Rue89, 3 janvier 2017
- Robin Prudent, « Les lycéens ne font pas que pomper Wikipédia, ils y contribuent aussi », Rue89, 1er juin 2015
- Lionel Barbe, « Du puits de science au passeur de science, enseigner avec Wikipédia », sur blog.wikimedia.fr, Wikimédia France, 20 juin 2013
- (en) Simon Villeneuve (relecteurs : Cantons-de-l'Est et Bouchecl), « Un projet pédagogique québécois améliore Wikipédia en français », sur blog.wikimedia.org, Wikimedia Foundation, 7 mars 2013
- Dossier sur Wikipédia, eduscol.education.fr, 15 octobre 2012
- Martin Baron et Marie-Josée Tondreau, « Une contribution à Wikipédia comme projet de session ! », Profweb, 21 mai 2012
- Alain Luciani, « À propos de Wikipédia. Un exemple d'apprentissage sur les savoirs info-documentaires », académie de Corse, 2010
- Dominique Cardon, « Comment Wikipédia peut-il être un modèle éducatif ? », interview pour Ludomag, 5 septembre 2014
- Simon Villeneuve, « Projet pédagogique sur Wikipédia », sur Profweb, La Vitrine technologie-éducation, 16 février 2009[5]

## Ouvrages publiés en anglais

### Wikipédia comme sujet principal
- (en-US) Phoebe Ayers, Charles Matthews et Ben Yates, How Wikipedia Works : And how You Can be a Part of it, No Starch Press, 2008, 5036 p. (ISBN 978-1-59327-176-3, présentation en ligne)[6]
- (en-US) John Broughton, Wikipedia – The Missing Manual (en), O'Reilly Media, 2008, 56 p. (ISBN 978-0-596-52174-5, présentation en ligne)[7]
- (en-US) Andrew Dalby, The World and Wikipedia (en), Siduri Books, 2009, 256 p. (ISBN 978-0-9562052-0-9)[8]
- (pt) Leonardo Gregianin et Eduardo Pinheiro, Wikipedia : A Encyclopedia livre e gratuita : Da Internet, Novatec, 2010, 160 p. (ISBN 978-85-7522-216-4)
- (en-US) Dariusz Jemielniak, Common Knowledge? (en) : An Ethnography of Wikipedia, Stanford, Stanford University Press, 2014, 311 p. (ISBN 978-0-8047-8944-8)
- (en-US) Andrew Lih, The Wikipedia Revolution (en), Hyperion, 2009, 272 p. (ISBN 978-1-4013-0371-6)[9],[10]
- (en-US) Critical Point of View : A Wikipedia Reader, Amsterdam, Institute of Network Cultures, 2011, 384 p. (ISBN 978-90-78146-13-1, lire en ligne)
- (en-US) Dan O'Sullivan, A New Community of Practice? (en), Farnham, Surrey, Ashgate, 2009, 191 p. (ISBN 978-0-7546-7433-7, OCLC 320696473)
- (en-US) Joseph M. Jr. Reagle, Good Faith Collaboration: The Culture of Wikipedia, The MIT Press, 2010, 244 p. (ISBN 978-0-262-01447-2, présentation en ligne)[11],[12]
- (en-US) Nathaniel Tkacz, Wikipedia and the Politics of Openness, Chicago, Ill./London, University of Chicago Press, 2014 (ISBN 978-0-226-19244-4, lire en ligne)

Travaux académiques
- James M. Heilman, Eckhard Kemmann, Michael Bonert, Anwesh Chatterjee, Brent Ragar, Graham M. Beards, David J. Iberri, Matthew Harvey, Brendan Thomas, Wouter Stomp, Michael F. Martone, Daniel J. Lodge, Andrea Vondracek, Jacob F. de Wolff, Casimir Liber, Samir C. Grover, Tim J. Vickers, Bertalan Meskó et Michaël R. Laurent, « Wikipedia: A key tool for global public health promotion », Journal of Medical Internet Research, vol. 13, no 1,‎ 31 janvier 2011, e14 (PMID 21282098, PMCID 3221335, DOI 10.2196/jmir.1589, lire en ligne)
- James Heilman, « Why we should all edit Wikipedia », University of British Columbia Medical Journal, vol. 3, no 1,‎ septembre 2011, p. 32–3 (lire en ligne, consulté le 29 décembre 2015)
- James Heilman, « Creating awareness for using a wiki to promote collaborative health professional education », International Journal of User-Driven Healthcare, vol. 2, no 1,‎ 2012, p. 86–7 (DOI 10.4018/ijudh.2012010113)
- Manu Mathew, Anna Joseph, James Heilman et Prathap Tharyan, « Cochrane and Wikipedia: The collaborative potential for a quantum leap in the dissemination and uptake of trusted evidence », Cochrane Database of Systematic Reviews, vol. 10,‎ 22 octobre 2013, ED000069 (PMID 24475488, DOI 10.1002/14651858.ED000069, lire en ligne)
- James M. Heilman, « Dengue fever: a Wikipedia clinical review », Open Medicine, vol. 8, no 3,‎ octobre 2014, p. 105–115 (lire en ligne [archive du 6 octobre 2014])
- James M Heilman et Andrew G West, « Wikipedia and Medicine: Quantifying Readership, Editors, and the Significance of Natural Language », Journal of Medical Internet Research, vol. 17, no 3,‎ 4 mars 2015, e62 (PMID 25739399, PMCID 4376174, DOI 10.2196/jmir.4069)
- J Heilman, « Open Access to a High-Quality, Impartial, Point-of-Care Medical Summary Would Save Lives: Why Does It Not Exist? », PLoS Medicine, vol. 12, no 8,‎ août 2015, e1001868 (PMID 26305335, PMCID 4549298, DOI 10.1371/journal.pmed.1001868)
- A Azzam, D Bresler, A Leon, L Maggio, E Whitaker, J Heilman, J Orlowitz, V Swisher, L Rasberry, K Otoide, F Trotter, W Ross et JD McCue, « Why Medical Schools Should Embrace Wikipedia: Final-Year Medical Student Contributions to Wikipedia Articles for Academic Credit at One School. », Academic Medicine,‎ 13 septembre 2016 (PMID 27627633, DOI 10.1097/ACM.0000000000001381)
- G Masukume, L Kipersztok, D Das, TM Shafee, MR Laurent et JM Heilman, « Medical journals and Wikipedia: a global health matter. », The Lancet Global Health, vol. 4, no 11,‎ novembre 2016, e791 (PMID 27765289, DOI 10.1016/S2214-109X(16)30254-6)
- Thomas Shafee, Gwinyai Masukume, Lisa Kipersztok, Diptanshu Das, Mikael Häggström et James Heilman, « Evolution of Wikipedia's medical content: past, present and future », Journal of Epidemiology and Community Health,‎ 28 août 2017 (PMID 28847845, DOI 10.1136/jech-2016-208601)
- (it + en) Valentina Paruzzi, Produrre sapere in rete in modo cooperativo - il caso Wikipedia, mémoire de premier cycle universitaire « corso di laurea », Milan, université catholique du Sacré-Cœur, année 2003-2004, (Traduction anglaise.)

#### Ouvrages didactiques
- Wikimedia Foundation, Wiki Education Foundation, Exbrook et autres contributeurs, Editing Wikipedia, 2014, Wiki Education Foundation
- Wikimedia Foundation, Wiki Education Foundation, Exbrook et autres contributeurs, Illustrating Wikipedia, 2014, Wiki Education Foundation
- Wikimedia Foundation, Wiki Education Foundation, Exbrook et autres contributeurs, Evaluating Wikipedia, 2014, Wiki Education Foundation

### Wikipédia en tant que sujet majeur non principal
- (en-US) Yochai Benkler, The Wealth of Networks: How Social Production Transforms Markets and Freedom, New Haven, Yale University Press, 2006, 515 p. (ISBN 978-0-300-12577-1, présentation en ligne)
- (en-US) Andrew Keen, The Cult of the Amateur (en), Crown Business, 2007, 228 p. (ISBN 978-0-385-52080-5)[13]

### Wikipédia comme source de données
Wikipedia est un contenu gratuit que n'importe qui peut éditer, utiliser, modifier et distribuer. Plusieurs livres ont utilisé Wikipédia comme source ou comme source de données, tandis que d'autres ont compilé des articles à des fins artistiques, éducatives ou commerciales.
- (en-US) The Iraq War: A Historiography of Wikipedia Changelogs (en), 2010[14],[15],[16],[17]
- (en-US) Josh Fruhlinger et Lastowka, Conor, Citation Needed : The Best of Wikipedia's Worst Writing, CreateSpace Independent Publishing Platform, 2011, 219 p. (ISBN 978-1-4663-4698-7)[18],[19]
- (en-US) Steven Skiena et Charles Ward, Who's Bigger? (en) : Where Historical Figures Really Rank, Cambridge, Cambridge University Press, 2013, 379 p. (ISBN 978-1-107-04137-0, présentation en ligne)[20],[21]